# Конечни, Томас
Тома́с Коне́чни (исп. Tomás Conechny; 30 марта 1998, Комодоро-Ривадавия, Чубут, Аргентина) — аргентинский футболист польского происхождения, вингер клуба «Алавес».

## Биография
Является воспитанником «Сан-Лоренсо». С 2016 года тренируется с основной командой. 17 октября 2016 года дебютировал в аргентинском чемпионате в поединке против «Арсенала», выйдя на замену на 66-й минуте вместо Фернандо Беллуски.
17 июля 2018 года отправился в аренду в клуб MLS «Портленд Тимберс» на оставшуюся часть сезона 2018 с опцией выкупа. В главной лиге США дебютировал 15 августа 2018 года в матче против «Ди Си Юнайтед», заменив Себастьяна Бланко на 73-й минуте. 23 августа 2018 года отметился первым голом на профессиональном уровне за «Портленд Тимберс 2» — в ворота команды «Ориндж Каунти» в United Soccer League. Свой первый гол за «Портленд Тимберс» в MLS забил 26 июня 2019 года в матче против «Монреаль Импакт». 22 июля 2019 года был выкуплен «Портлендом» у «Сан-Лоренсо» с использованием целевых распределительных средств. 10 марта 2021 года расторг контракт с «Портленд Тимберс» по взаимному согласию сторон.
2 апреля 2021 года подписал контракт с клубом чемпионата Уругвая «Депортиво Мальдонадо».
В начале 2022 года перешёл в клуб аргентинской Примеры Насьональ «Альмагро».